# Amblyseius guajavae
Amblyseius guajavae är en spindeldjursart som beskrevs av Gupta 1978. Amblyseius guajavae ingår i släktet Amblyseius och familjen Phytoseiidae. Inga underarter finns listade i Catalogue of Life.